# Gällivare SK
Der Gällivare Sportklubb ist ein schwedischer Sportverein aus dem nordschwedischen Gällivare. Die mittlerweile abgespaltene Fußballmannschaft des hauptsächlichen Wintersport-Klubs spielte eine Spielzeit in der zweithöchsten schwedischen Spielklasse.

## Geschichte
Die Fußballer des Gällivare SK spielten lange Zeit im unterklassigen Ligabereich. Zwei Jahre nachdem die Mannschaft 1966 in die Drittklassigkeit aufgestiegen war, holte sie sich in ihrer Staffel den ersten Platz und erreichte die zweithöchste Spielklasse. Für die Mannschaft aus Lappland war die Spielzeit 1969 wenig erfolgreich, als Tabellenletzte hinter Gimonäs CK und Gefle IF stieg sie direkt wieder ab. In den folgenden Jahren war sie stetes Mitglied der nordnorrländischen Drittligastaffel, wobei sie sich vornehmlich in der vorderen Tabellenhälfte platzierte. Zwischen 1974 und 1976 verpasste der Klub als Vizemeister der Staffel hinter IFK Luleå, Notvikens IK respektive Älvsby IF den Aufstieg bzw. die Teilnahme an der Aufstiegsrunde. Anschließend rutschte er ins hintere Mittelfeld ab und stieg 1981 in die vierte Spielklasse ab. In den folgenden Jahren schwankte GSK als Fahrstuhlmannschaft zwischen dritter und vierter Spielklasse. Bei einer Ligareform 1986 wurde der Verein dem vierten Spielniveau zugeteilt, zwei Jahre später folgte der Abstieg in die Fünftklassigkeit. 
Nach dem Wiederaufstieg 1991 kehrte Gällivare SK zwei Jahre später in die dritte Liga zurück. Dort erreichte die Mannschaft hinter Lira BK die Vizemeisterschaft, in der anschließenden Aufstiegsrunde scheiterte sie jedoch am Visby IF Gute mit zwei Niederlagen. Bis zum Ende des Jahrzehnts belegte sie noch Tabellenplätze im mittleren Tabellenbereich, die Spielzeit 1999 endete nach nur einem Saisonsieg auf einem Abstiegsplatz. 2001 verpasste der Klub auch in der vierten Liga den Klassenerhalt, ehe die Mannschaft 2005 Opfer einer Ligareform wurde. Als Tabellenletzter stufte der Verband den Klub zurück. Daraufhin löste sich die Fußballmannschaft vom Verein und fusionierte mit der Fußballmannschaft des Lokalrivalen Malmbergets AIF zum Gällivare-Malmbergets FF, der neue Klub stieg ein Jahr später in die fünfte Liga auf. 